# نسبت شارپ
نسبت شارپ (به انگلیسی: sharpe ratio) یا شاخص شارپ، در امور مالی، از معیارهای آماری و نسبت‌های مالی است که جهت محاسبه نسبت بازده اصلاح شده با ریسک، مورد استفاده قرار می‌گیرد. جهت اندازه‌گیری این معیار، نرخ بهره بدون ریسک در یک سال را از بازده سالانه یک سهم کسر کرده، سپس حاصل را بر انحراف معیار بازده آن سهم در دوره بررسی تقسیم می‌نمایند.
نسبت شارپ نشان دهنده بازده سرمایه‌گذاری یک سهم با ریسک بالا می‌باشد. بالا بودن میزان این معیار نمایانگر بازده بدست آمده، با تقبل ریسک کمتر است و نسبت شارپ منفی نشان می‌دهد که سرمایه‌گذاری در اوراق بدون ریسک (نرخ بهره بدون ریسک) توجیه‌پذیرتر می‌باشد. نام این نسبت از ویلیام شارپ گرفته شده‌است. نسبت شارپ به منظور کمک به سرمایه گذاران برای درک بهتر سود یک سرمایه‌گذاری نسبت به ریسک آن، توسعه یافته‌است. ویلیام شارپ برای این قضیه موفق به دریافت جایزه نوبل شد. این نسبت، میانگین سود دریافتی و نرخ بهره بدون ریسک، به ازای هر واحد از نوسان کلِ بازار است. نسبت شارپ اغلب برای مقایسه تغییرات ریسک و بازده کلی یک پرتفولیو زمانی که یک دارایی جدید به آن افزوده می‌شود، بکار می‌رود.